# El Celler de Can Roca
El Celler de Can Roca је ресторан у Ђирони, у Каталонији, у Шпанији, отворен 1986. године од стране браће Рока - Жоана, Жосепа и Жордија. Прво се налазио поред ресторана њихових родитеља Кан Рока, али је пресељен у своју садашњу наменску зграду 2007. године. Критичари су га топло прихватили и носи три Мишелинове звезде. 2013. и 2015. године проглашен је за најбољи ресторан на свету од стране часописа Restaurant, након што је био на другом месту 2011, 2012. и 2014. године, а статус поново постигао 2018.

## Стил и кухиња
Кухиња коју ресторан служи је традиционална каталонска, али са одступањима које Мишелин водич описује као „креативна“. Ресторан има вински подрум од 60.000 флаша. Јела која се служе укључују она на бази мириса и са необичним презентацијама као што су карамелизоване маслине сервиране на бонсаи дрвету.

## Опис
El Celler de Can Roca су 1986. године основала браћа Рока поред главног ресторана њихове породице Кан Рока који је на том месту отворен од 1967. Најстарији брат Жоан Рока је главни кувар; Жозеп Рока, средњи брат, је сомелијер, а најмлађи брат Жорди Рока је задужен за десерте. Због свог рада у ресторану, браћа су се појавила на Универзитету Харвард у Сједињеним Државама као део Програма науке и кувања.

## Модернизација
Крајем 2007. године ресторан се преселио у модерну зграду прилагођену ресторану на око 100 метара од претходне локације, а првобитна локација се и даље користи за оброке особља. Нови распоред садржи дрвене подове, са једноставно прекривеним столовима. На сваком столу су по три камена који означавају три брата Рока, док је посуђе Розентал порцелан. Проширена кухиња на новој локацији укључује простор за тридесет кувара, а такође има и канцеларију Жоана Роке отвореног типа, тако да он може да пази на куваре чак и док обавља административне послове. Увек је присутан бар један од три брата. Има капацитет за 45 особа.

## Медији
El Celler de Can Roca се појавио у британској телевизијској серији MasterChef: The Professionals 13. децембра 2011. Од троје финалиста такмичења је захтевано да кувају сопствене креације за три брата Рока, као и да кувају шест препознатљивих јела ресторана за групу позваних гостију.  Марк Бирчал, добитник Roux стипендије 2009. године, изабран је да ради у El Celler de Can Roca као део награде. Ово је довело до тога да се ресторан појавио на представљеној серији кувара британске веб странице за умрежавање кувара The Staff Canteen. 

### Мени
Ресторан првенствено користи локалне састојке из каталонске области. Једноставне комбинације укуса комбиноване су са техникама молекуларне гастрономије и необичним презентацијама хране, укључујући карамелизоване маслине које су представљене на бонсаи дрвету. Мишелин водич описује врсту кухиње коју производи ресторан једноставно као „креативну“, док је Едвард Овен из Тајмса рекао да је то „фузија традиционалних јела са надреалистичким додирима“. Технике укључују замрзавање лигњи течним азотом, а затим мешање да би се ставиле и испекле у крекер.
Направили су нека јела и десерте на основу парфема као што су Келвин Клајнов Eternity, Lancôme и Bulgari Каролине Херере.  То је довело до тога да је сам ресторан реализовао парфем под називом Nuvol de Ilimona. Заснован је на десерту који се служи у ресторану који се зове "Дестилација лимуна", а развијен је да прска као измаглица преко гостију док једу. Винска карта је подељена на посебне листе за црвено и бело и доставља се на колицима до сваког стола.

## Пријем
Џонатан Голд из Волстрит журнала писао је о презентацији карамелизованих маслина, описујући је као „угодну и незаборавну“. У септембру 2011. Тони Турнбул, уредник хране The Times-а, уврстио га је на листу десет најбољих места за јело. Критичар А.А. Гил упоредио је ресторан са бившим рестораном ЕлБули, рекавши да то није директна замена и да је то „изванредна кухиња и део великог таласа самопоуздања нове шпанске хране која је сложена, технички исцрпљујућа, свесна пејзажа, историје и политике“. Поређење се обично прави, а El Celler de Can Roca се често помиње као наследник ЕлБулија који је некада био рангиран као ресторан број један на свету.
Ресторан је 1995. године добио прву Мишелинову звезду, другу 2002. и статус три звездице 2009. Остаје на том нивоу признања од Мишелин водича и за 2019. Налази се на листи 50 најбољих ресторана на свету по магазину Restaurant од 2006. године када је био на 21. месту.  Године 2009. био је на петом месту и добио је награду за највиши успон ресторана на листи. Године 2010. попео се за једно место на четврто, а 2011, 2012. и 2014. године био је рангиран на другом месту иза данског ресторана нове нордијске кухиње Нома. 29. априла 2013. и поново 1. јуна 2015. ресторан је проглашен за најбољи на свету.   Ресторан је задржао топ 3 место од, 2. у 2016. и 2018, 3. у 2017.   На инаугурационој листи The Daily Meal's-а од 101 најбољег ресторана у Европи у 2012. години, El Celler de Can Roca је рангиран на дванаестом месту. Исте године проглашен је рестораном године од стране The Sunday Telegraph-а.